# تاریخ تمدن
تاریخ تمدن (به انگلیسی: The Story of Civilization) مجموعه کتابی ۱۱ جلدی دربارهٔ تاریخ تمدن بشر از دوران پیش از تاریخ تا پایان سدهٔ هجدهم میلادی با محوریت جهان غرب است که توسط ویل دورانت و همسرش آریل دورانت تألیف شده است.

## پیش‌زمینه

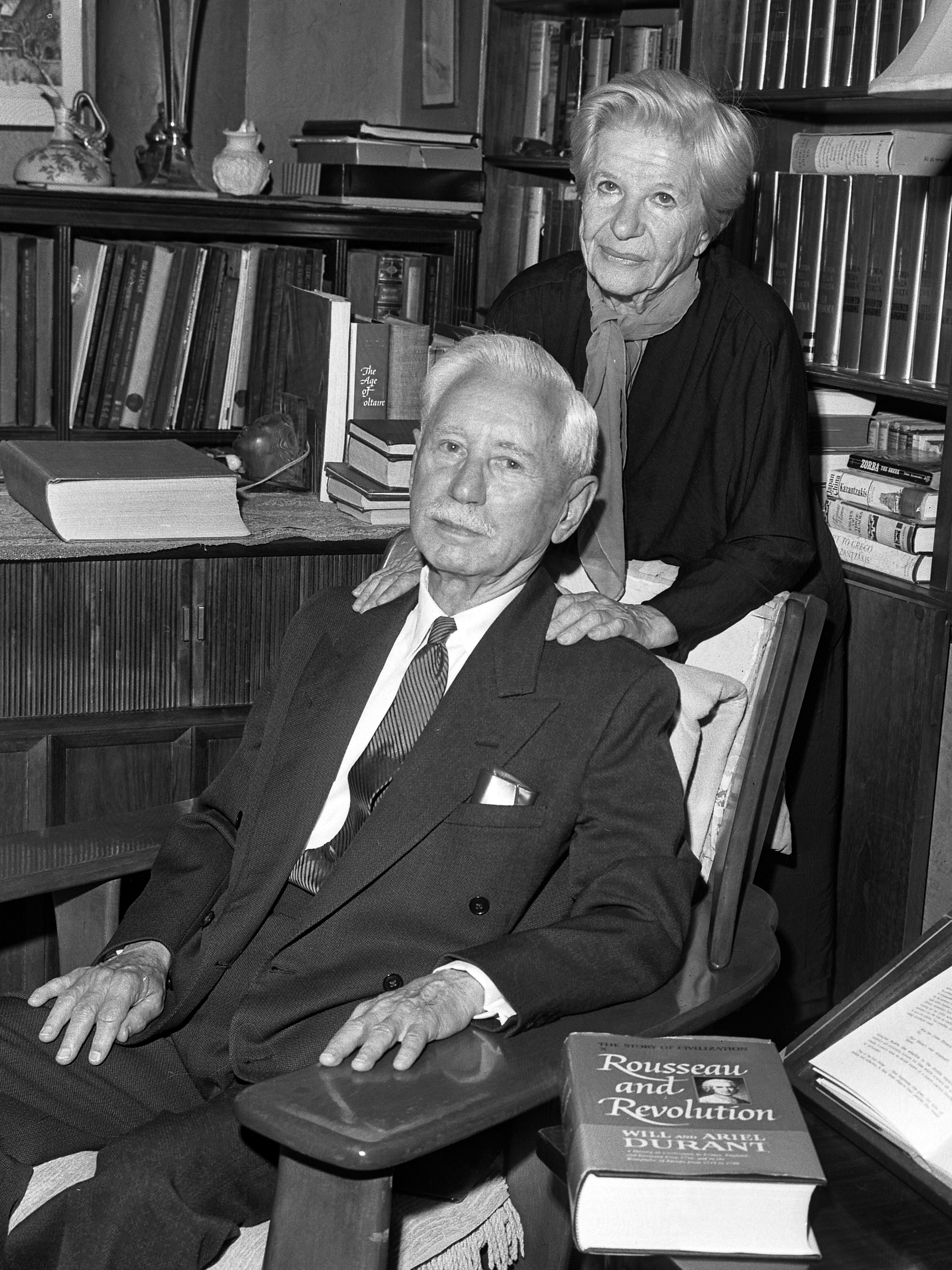
تصویری از ویل دورانت و همسرش آریل در کنار نسخه‌ای از جلد دهم مجموعه تاریخ تمدن (روسو و انقلاب) در سال ۱۹۶۷م.

ویل دورانت در اصل به «تاریخ» به عنوان یک علم مجرد نگاه نمی‌کرد؛ بلکه تاریخ را همواره با تأثیر عوامل دیگر بر روی آن در نظر می‌گرفت. او در کتابی با عنوان درس‌های تاریخ که در سال‌های پایانی زندگی خود و پس از پایان یازده جلد کتاب تاریخ تمدن تألیف کرد، تأکید می‌کند که تاریخ ملت‌ها باید با توجه به پدیده‌های علمی جدید مانند زیست‌شناسی و همچنین نژاد، اخلاق، اقتصاد، فلسفه، شیوهٔ حکومت، مفهوم پیشرفت، جغرافیا و عناصر دیگری که در ساختار تاریخ بشریت مؤثرند، به نگارش درآید. با این نگرش، او تألیف مجموعه کتاب ۱۱ جلدی‌اش تاریخ تمدن که به کمک همسرش آن را تکمیل نمود، آغاز کرد. دورانت پیش از نوشتن این مجموعه، برای کتاب دیگرش داستان فلسفه به شهرت رسیده بود. استقلال مالی دورانت و آریل پس از فروش این کتاب، به آنها اجازه داد چندین بار به اقصی نقاط جهان سفر و چهار دهه را صرف نوشتن مشهورترین اثرشان کنند.

## اهداف نویسنده و شیوه نوشتار
ویل دورانت در سال ۱۹۲۷ تصمیم به نگارش تاریخ تمدن گرفت. او به قدری نوشتن این کتاب را جدی گرفته بود که برای نگارش هر جلد آن، با توجه به موضوع و نقطهٔ جغرافیایی‌اش به آن منطقه سفر می‌کرد. از جلد هفتم به بعد، همسرش آریل نیز در قامت نویسنده او را همراهی می‌کرد. انتشار این اثر ۱۱ جلدی از ۱۹۳۵ تا ۱۹۷۵ به طول انجامید. دورانت‌ها در طول نگارش این اثر تلاش کردند تا تاریخی یکپارچه خلق کنند. آنها با تخصصی شدن تاریخ مخالف بودند و کتاب‌شان نه تنها به تاریخ معمول جنگ‌های جهان غرب، سیاست و زندگی‌نامه بزرگان می‌پردازد، بلکه تاریخ فرهنگ، فلسفه، مذهب، هنر و ظهور ارتباطات جهان غرب را نیز توصیف می‌کند. دورانت‌ها به همراه فرزندانشان سفر به دور دنیای خود را در سال ۱۹۳۰ آغاز کردند. آنها در این سفر مصر، خاور نزدیک، هندوستان، ژاپن و سایر سرزمین‌های خاور دور را از نزدیک دیدند و در سفر دوم خود در سال ۱۹۳۲، به بازدید از ژاپن، منچوری، سیبری، روسیه و لهستان پرداختند. سفر به این مناطق جغرافیایی کمک زیادی به نگارش کتاب تاریخ تمدن کرد. پس از نگارش اولین جلد مجموعه یعنی مشرق‌زمین، گاهواره تمدن که در سال ۱۹۳۵ منتشر شد، آنها عازم سفر به اروپا و خاور نزدیک شدند و از تابستان سال ۱۹۴۸، به مدت شش ماه در ترکیه، عراق، ایران و اروپای شرقی مسافرت کردند.
ویل دورانت در پیشگفتار جلد نخست این مجموعه، نگرشش نسبت به تاریخ را چنین بیان کرده است: «... مدت مدیدی است که من به این عقیده رسیده‌ام که طریقهٔ نوشتن تاریخ به شکل قسمت‌های مجزا از یکدیگر، که من آن را ترتیب طولی نام می‌دهم (مانند تاریخ اقتصادی، تاریخ سیاسی، تاریخ مذهبی، تاریخ فلسفه، تاریخ ادبیات، تاریخ علوم، تاریخ موسیقی و تاریخ هنر)، حق وحدت زندگانی بشری را ادا نمی‌کند و تاریخ در عین حال که به صورت طولی نوشته می‌شود، باید متفرعاتی هم داشته باشد و جنبهٔ ترکیبی و تحلیلی هر دو باید مراعات شود. تاریخ وقتی به صورت کمال مطلوب نزدیک خواهد شد که مورخ برای هر دورهٔ تاریخی، صورت کاملی از سازمان‌ها و حوادث و طرق زندگی را که از مجموع آنها فرهنگ یک ملت ساخته می‌شود رسم کند…».
دورانت در آغاز مجموعهٔ خود می‌نویسد: «می‌خواهم تاریخی پیرامون تمدن بنویسم و با کم‌ترین جا، بیش‌ترین مطلب را دربارهٔ سهم نبوغ و کار مردان بزرگ به میراث فرهنگی بشر بیان کنم.» برخلاف دیگر تاریخ‌نگاران که تنها تمرکزشان بر رویدادهای تاریخی و سیر تمدن بشری بود، او در اثر خود به عوامل تمدن‌ساز در طول تاریخ نیز توجه بسیاری داشته است. ویل دورانت در این ارتباط بیان داشت: تمدن رودی است با دو ساحل، اما بیشتر تاریخ‌نگاران تنها به خود رود توجه دارند. این نقل‌قول به این مسئله اشاره دارد که تاریخ‌نگاران در بیشتر موارد، نهایت توجه و دقت خود را صرف رودخانه در جریان تاریخ نموده‌اند که به‌طور معمول، پرآشوب و پرهیاهوست و اجازهٔ برداشت‌ها و تفسیرهای درست را نمی‌دهد. در مقابل، دورانت دیدگاه دیگری را مطرح می‌کند که در آن حواشی تاریخ و تمدن (ساحل‌ها)، می‌توانند به اندازهٔ خودِ متن تاریخ مهم باشند. به نظر او، همهٔ مردمانی که در طول تاریخ، خانه و مجسمه ساخته یا شعر سراییده‌اند نیز در شکل‌گیری «تمدن» نقش داشته‌اند.

## انتشار
نخستین جلد این مجموعه در سال ۱۹۳۵ توسط انتشارات سایمون و شوستر منتشر شد. تألیف این مجموعه که ۴۰ سال طول کشید، ناتمام ماند. دورانت و همسرش قصد داشتند نگارش آن را تا تاریخ معاصر خود (تا سال ۱۹۳۳) ادامه دهند؛ اما با مرگ تقریباً هم‌زمان‌شان، مجموعهٔ تاریخ تمدن تا جلد ۱۱ که به دوران ناپلئون بناپارت اختصاص دارد، خاتمه یافت. در ۶ جلد نخست این مجموعه، نام ویل دورانت به‌عنوان نویسنده آمده است و آریل دورانت ویراستار است؛ ولی در جلدهای بعدی هر دوی آنها نویسنده هستند.

## جلدها و فصل‌های کتاب
فهرست جلدها و فصل‌های تاریخ تمدن در ترجمه فارسی به شرح زیر است:

### جلد اول: مشرق زمین، گهوارهٔ تمدن (۱۹۳۵)

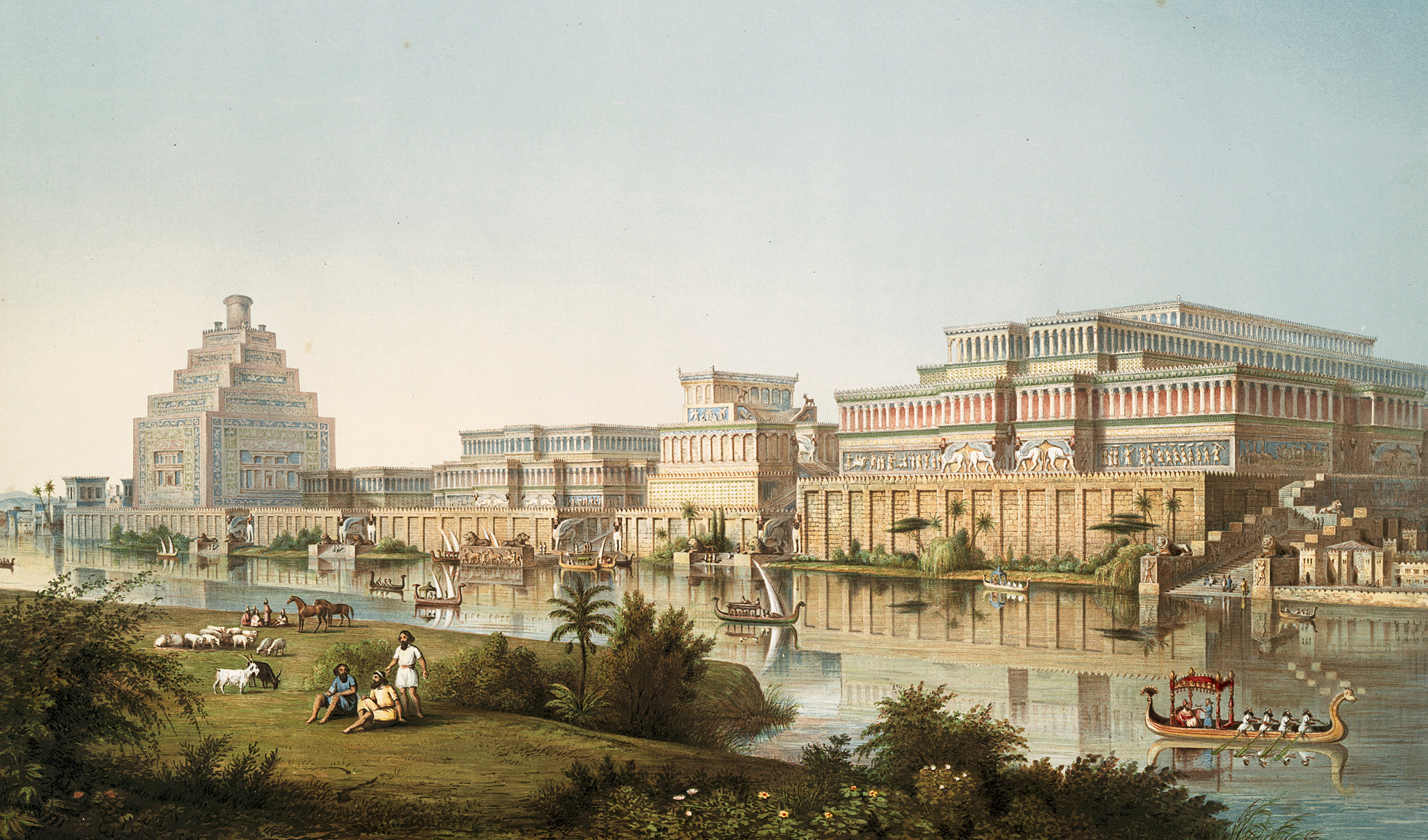

1. شکل‌گیری تمدن
  1. عوامل کلی تمدن
  2. عوامل سیاسی تمدن
  3. عوامل اخلاقی تمدن
  4. عوامل عقلی و روحی تمدن
  5. ماقبل تاریخ و آغاز مدنیت
2. خاور نزدیک
  1. سومر
  2. مصر
  3. بابل
  4. آشور
  5. اختلاط نژادها
  6. قوم یهود
  7. پارس
3. خاور دور
  1. عصر فیلسوفان
  2. عصر شاعران
  3. عصر هنرمندان
  4. مردم و دولت
  5. انقلاب و تجدید حیات
4. ژاپن
  1. بنیادگذاران ژاپن
  2. مبانی سیاسی و اخلاقی
  3. اندیشه و هنر در ژاپن باستان
  4. ژاپن نو

### جلد دوم: یونان باستان (۱۹۳۹)

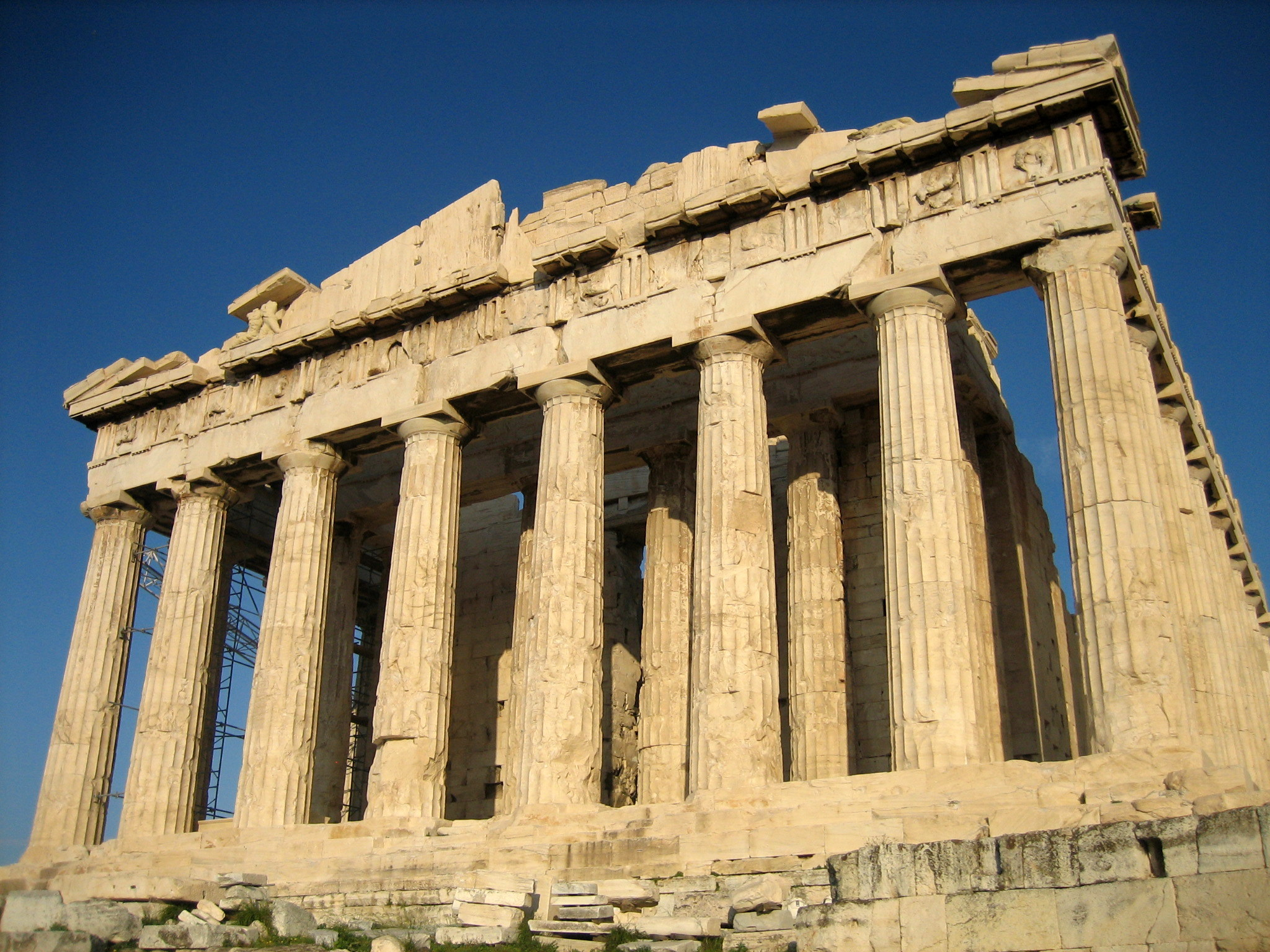

1. مقدمهٔ اژه‌ای
  1. استان کرت
  2. قبل از آگاممنون
  3. عصر پهلوانی
2. شکل‌گیری یونان
  1. اسپارت
  2. آتن
  3. مهاجرت بزرگ
  4. یونان در غرب
  5. خدایان یونان
  6. فرهنگ مشترک یونان در اوایل
  7. مبارزهٔ برای آزادی
3. عصر طلایی
  1. پریکلس و آزمایش دموکراسی
  2. کار و ثروت در آتن
  3. اخلاق و رفتار آتنی‌ها
  4. هنر یونان پریکلسی
  5. پیشرفت علوم
  6. تعارض فلسفه و دین
  7. ادبیات عصر طلایی
  8. خودفروپاشی یونان
4. انحطاط تمدن یونان
  1. فیلیپ
  2. ادبیات و هنر در قرن چهارم
  3. فلسفهٔ در اوج قدرت
  4. اسکندر
5. اضمحلال یونان
  1. یونان و مقدونیه
  2. هلنیسم و مشرق زمین
  3. مصر و مغرب زمین
  4. کتاب‌ها
  5. هنر در دورهٔ اضمحلال
  6. اوج ترقی علم در یونان
  7. تسلیم فلسفه
  8. پیدایش روم

### جلد سوم: سزار و مسیح (۱۹۴۴)

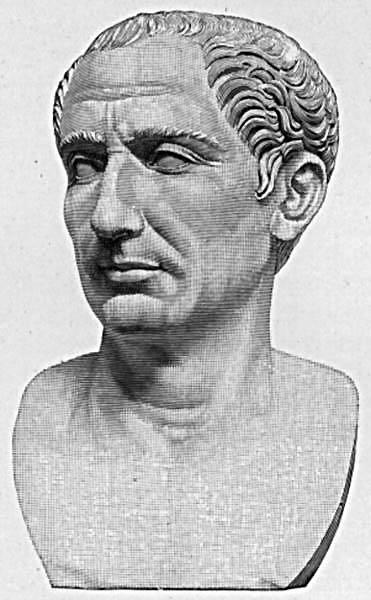

1. پیش‌درآمد اتروسکی
2. جمهوری
  1. تنازع برای دموکراسی
  2. هانیبال رو در روی روم
  3. روم رواقی
  4. فتح یونان
3. انقلاب
  1. انقلاب ارضی
  2. ارتجاع متنفذان
  3. ادبیات در دوران انقلاب
  4. قیصر
4. امارت
  1. آنتونیوس
  2. دولتمردی آگوستوس
  3. عصر طلایی
  4. جنبهٔ دیگر حکومت سلطنتی
  5. عصر سیمین
  6. روم فعال
  7. روم و هنر آن
  8. روم اپیکوری
  9. حقوق رومی
  10. شاهان فیلسوف
  11. حیات و افکار در قرن دوم
5. امپراتوری
  1. ایتالیا
  2. ترویج تمدن در غرب
  3. یونانی رومی
  4. تجدید حیات فرهنگ هلنیستی
  5. روم و یهودا
6. شباب مسیحیت
  1. عیسی حواریون
  2. گسترش کلیسا
  3. سقوط امپراتوری
  4. پیروزی مسیحیت

### جلد چهارم: عصر ایمان (۱۹۵۰)
1. اوج اعتلای بیزانس
  1. یولیانوس کافر
  2. پیروزی بربرها
  3. پیشرفت مسیحیت
  4. اروپا شکل می‌گیرد
  5. یوستینیانوس
  6. تمدن بیزانسی
  7. ایرانیان
2. تمدن اسلامی
  1. محمد
  2. قرآن
  3. شمشیر اسلام
  4. اوضاع کشورهای اسلامی

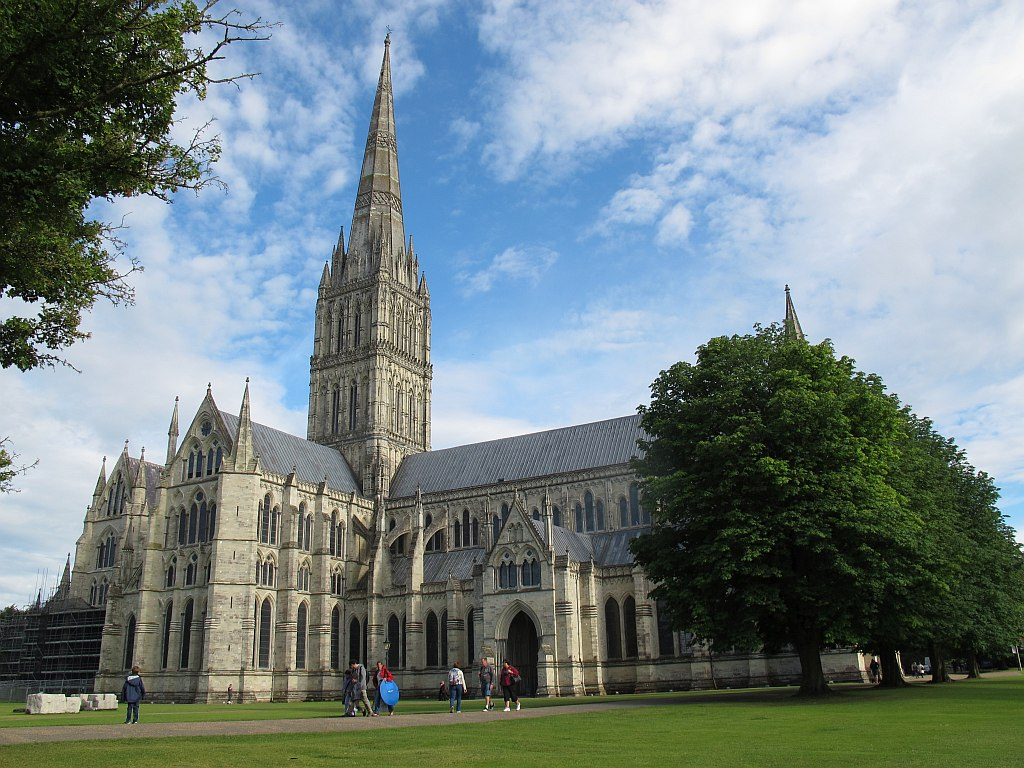

  5. فکر و هنر در ولایت‌های خاوری اسلام
  6. اسلام در مغرب
  7. عظمت و انحطاط مسلمانان
3. تمدن یودی
  1. تلمود
  2. یهودیان قرون وسطی
  3. عقلیات و ذوقیات یهود
4. عصر ظلمت
  1. دنیای بیزانسی
  2. انحطاط غرب
  3. ترقی شمال
  4. مسیحیت در کشمکش
  5. فئودالیسم و شوالیه‌گری
5. اوج مسیحیت
  1. جنگ‌های صلیبی
  2. انقلاب اقتصادی
  3. بهبود اروپا
  4. ایتالیای پیش از رنسانس
  5. کلیسای کاتولیک روم
  6. آغاز تفتیش افکار
  7. رهبانان و فرایارها
  8. اخلاق و رسوم عالم مسیحی
  9. رستاخیز هنرها
  10. اوج کمال و رونق سبک گوتیک
  11. موسیقی قرون وسطی
  12. انتقال دانش
  13. آبلار
  14. ماجرای عقل
  15. علوم مسیحی
  16. عصر خیال‌پرستان
  17. دانته
  18. میراث قرون مسیحی

### جلد پنجم: رنسانس (۱۹۵۳)

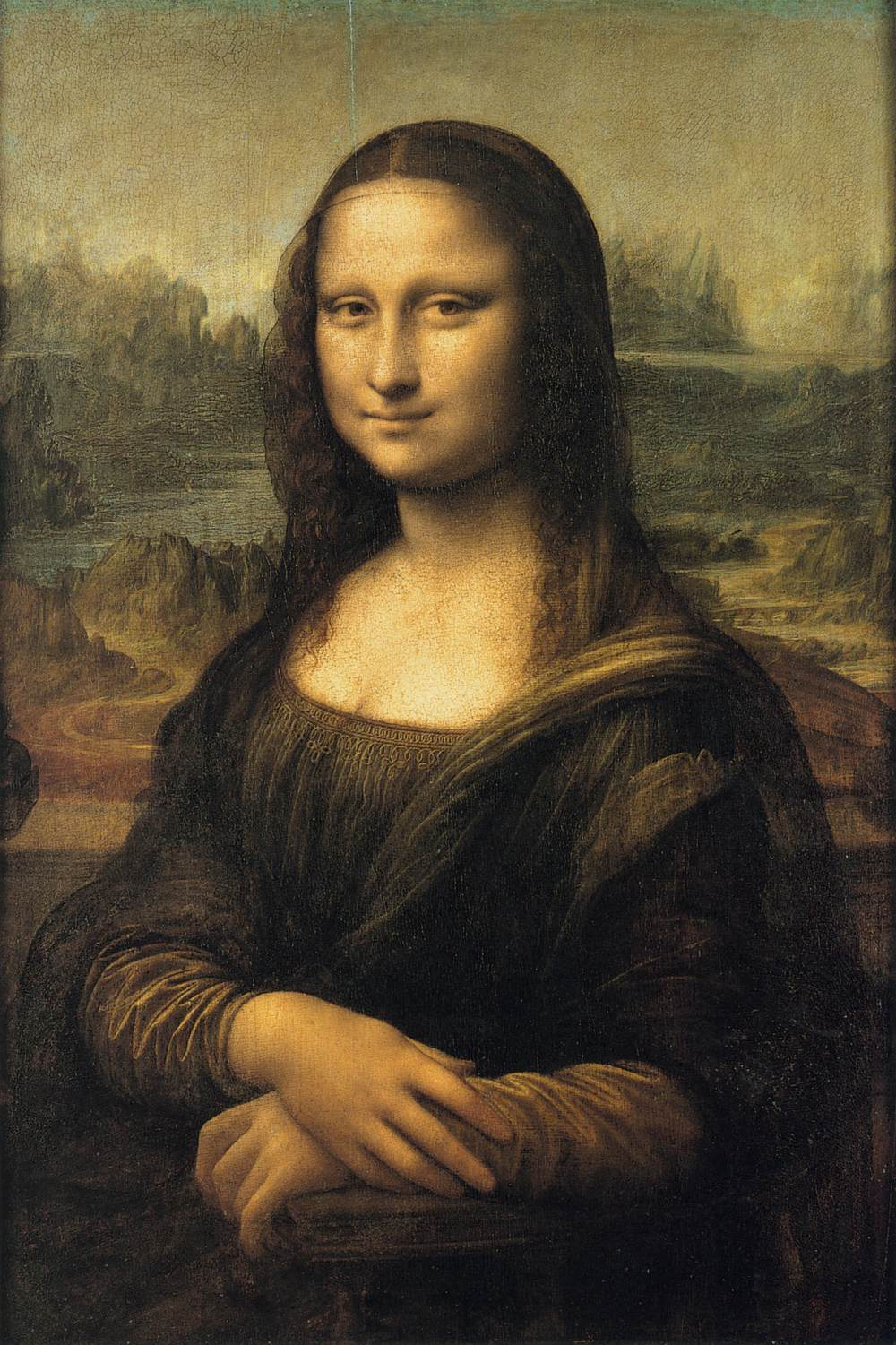

1. پیش‌درآمد
  1. عصر پترارک و پوکاتچو
  2. پاپ‌های آوینیون
2. رنسانس فلورانسی
  1. ظهور خاندان مدیچی
  2. عصر طلایی
  3. ساوونارولا و حکومت جمهوری
3. شکوه ایتالیا
  1. میلان
  2. لئوناردو دا وینچی
  3. توسکا و اومبریا
  4. مانتوا
  5. فرارا
  6. ونیز و قلمرو آن
  7. اوضاع کشورهای اسلامی
  8. امیلیا و مارکه
  9. کشور پادشاهی ناپل
  10. بحران در کلیسا
  11. رنسانس رم را فرا می‌گیرد
  12. بورژیاها
  13. یولیوس دوم
  14. لئو دهم
4. تبه‌ورزی ایتالیا
  1. شورش عقلی
  2. سستی اخلاقی
  3. سقوط سیاسی
5. مؤخره
  1. سقوط اقبال ونیز
  2. افول رنسانس

### جلد ششم: اصلاح دین (۱۹۵۷)
1. از ویکلیف تا لوتر
  1. کلیسای کاتولیک رومی

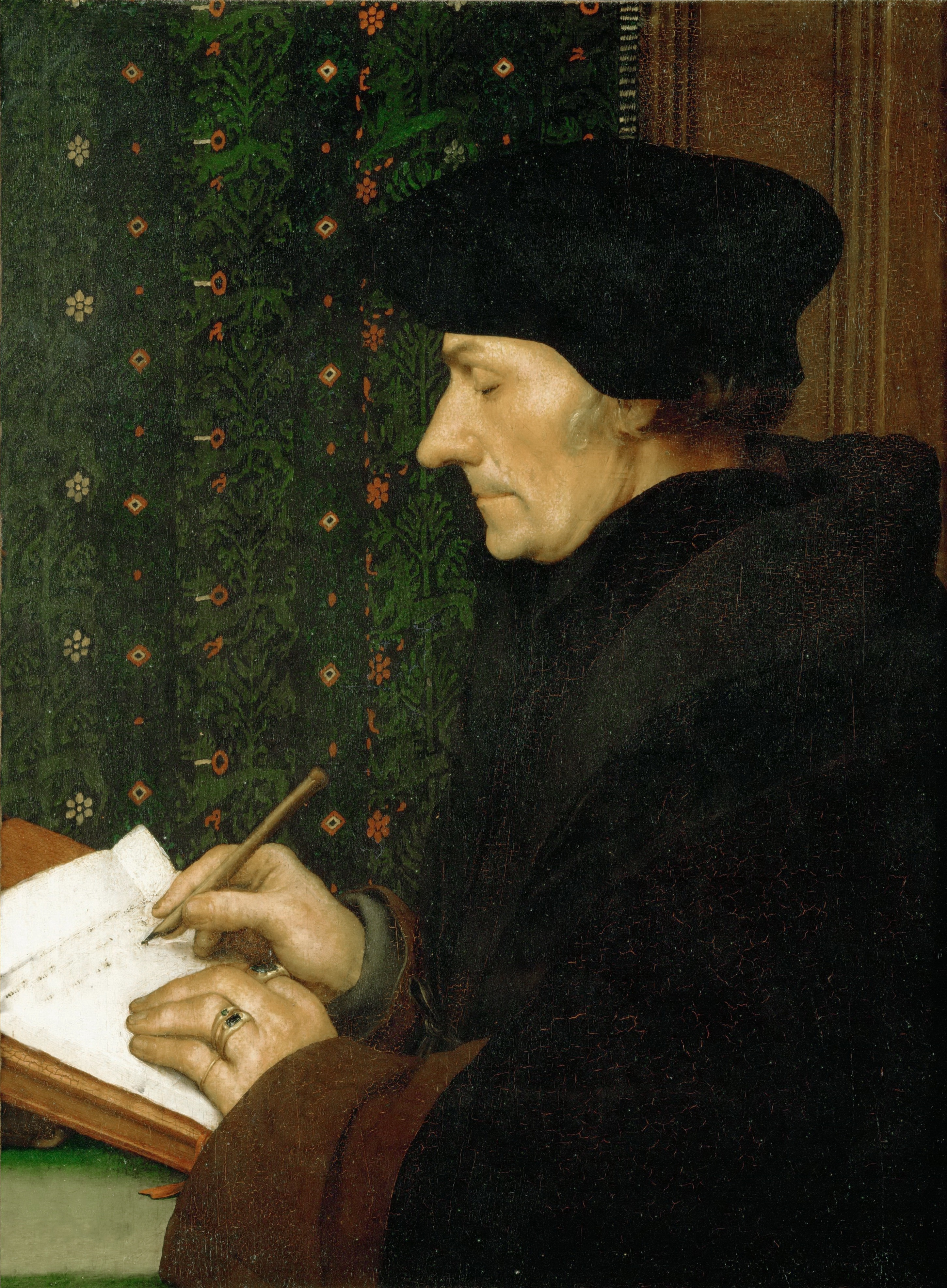

  2. انگلستان: ویکلیف، چاسر و شوروش بزرگ
  3. محاصرهٔ فرانسه
  4. ققنوس گالیا
  5. انگلستان در قرن پانزدهم
  6. داستان بورگونی
  7. اروپای مرکزی
  8. اسلاوهای مغرب
  9. هجوم ترکان عثمانی
  10. پرتغال انقلاب بازرگانی را آغاز می‌کند
  11. اسپانیا
  12. پیشرفت دانش
  13. فتح دریاها
  14. اراسموس پیشگام
  15. آلمان در آستانهٔ ظهور لوتر
2. انقلاب دینی
  1. لوتر: اصلاح دینی در آلمان
  2. تسوینگلی: اصلاح دینی در سوئیس
  3. لوتر و اراسموس
  4. جنگ ایمان‌ها
  5. ژان کالون
  6. فرانسوای اول و اصلاح دینی در فرانسه
  7. هنری هشتم و کاردینال وولزی
  8. هنری هشتم و تامس مور
  9. هنری هشتم و صومعه‌ها
  10. ادوارد ششم و ماری تئودور
  11. از رابرت بروس تا جان ناکس
  12. گسترش اصلاحات دینی
3. بیگانگان بر دروازه
  1. وحدت روسیه
  2. نبوغ اسلام
  3. سلیمان قانونی
  4. یهودیان
4. پشت صحنه
  1. زندگی مردم
  2. موسیقی
  3. ادبیات در عصر رابله
  4. هنر در عصر هولباین
  5. هنر در عصر کوپرنیک
5. اصلاحات کاتولیکی
  1. کلیسا و اصلاً
  2. پاپ‌ها و شورا

### جلد هفتم: آغاز عصر خرد (۱۹۶۱)

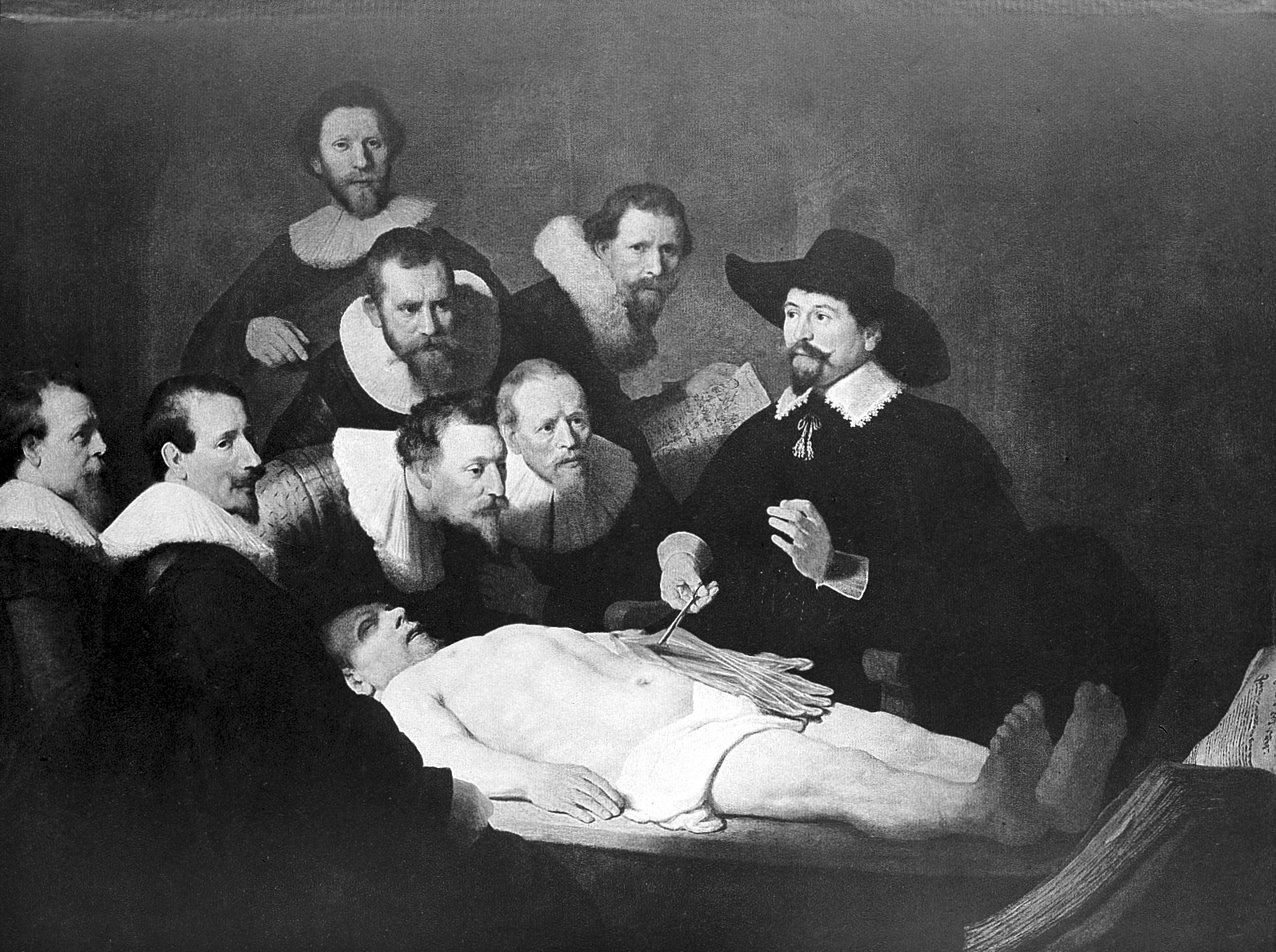

1. دورهٔ وجد انگلستان
  1. ملکهٔ کبیر
  2. انگلستان شادکام
  3. در دامنه‌های پارناسوس
  4. ویلیام شکسپیر
  5. ماری استوارت
  6. جیمز ششم و اول
  7. صلای خرد
  8. شورش بزرگ
2. ایتالیا در مبارزه بر سر قدرت
  1. ایتالیا مادر رضایی
  2. عظمت و انحطاط اسپانیا
  3. عصر طلایی ادبیات اسپانیا
  4. عصر طلایی هنر اسپانیا
  5. مبارزه به خاطر فرانسه
  6. هانری چهارم
  7. ریشیلو
  8. فرانسه درگیر جنگ‌ها
  9. شورش هلند
  10. از روبنس تا رامبران
  11. ترقی کشورهای شمالی
  12. مبارزه‌طلبی اسلام
3. آزمایش‌های خرد
  1. علم در عصر گالیله
  2. تولد مجدد فلسفه

### جلد هشتم: عصر لویی چهاردهم (۱۹۶۳)
1. اعتلای فرانسه
  1. خورشید طلوع می‌کند
  2. ایمان در بوتهٔ آزمایش
  3. پادشاه و هنرهای زیبا
  4. مولیر

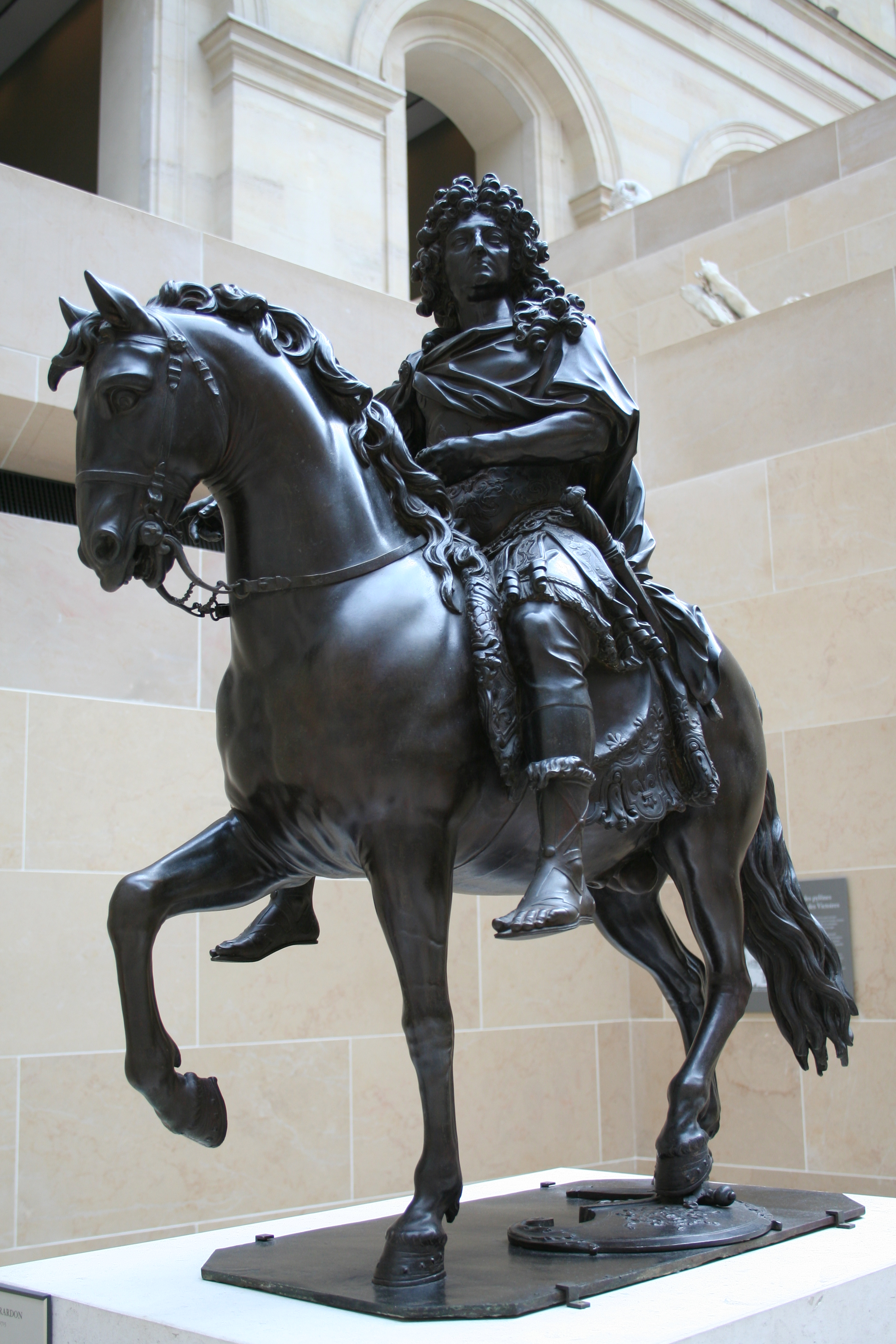

  5. اوج شیوهٔ کلاسیک در ادبیات فرانسه
  6. فاجعه در هلند
2. انگلستان
  1. کرامول
  2. میلتن
  3. بازگشت به خاندان استوارت
  4. انقلاب باشکوه
  5. از درایدن تا سویفت
3. پیرامون
  1. جنگ و ستیز بر سر بالتیک
  2. پتر کبیر
  3. امپراتوری متغیر
  4. جنوب آماده می‌شود
  5. وضع یهودیان
4. بلند پروازی‌هایی در عرصهٔ اندیشه
  1. از موهوم‌پرستی تا دانشوری
  2. دانش‌پروهی
  3. آیزاک نیوتون
  4. فلسفهٔ انگلیسی
  5. ایمان و خرد در فلسفه
  6. اسپینوزا
  7. لایبنیتز
5. فرانسه در برابر اروپا
  1. خورشید غروب می‌کند

### جلد نهم: عصر ولتر (۱۹۶۵)

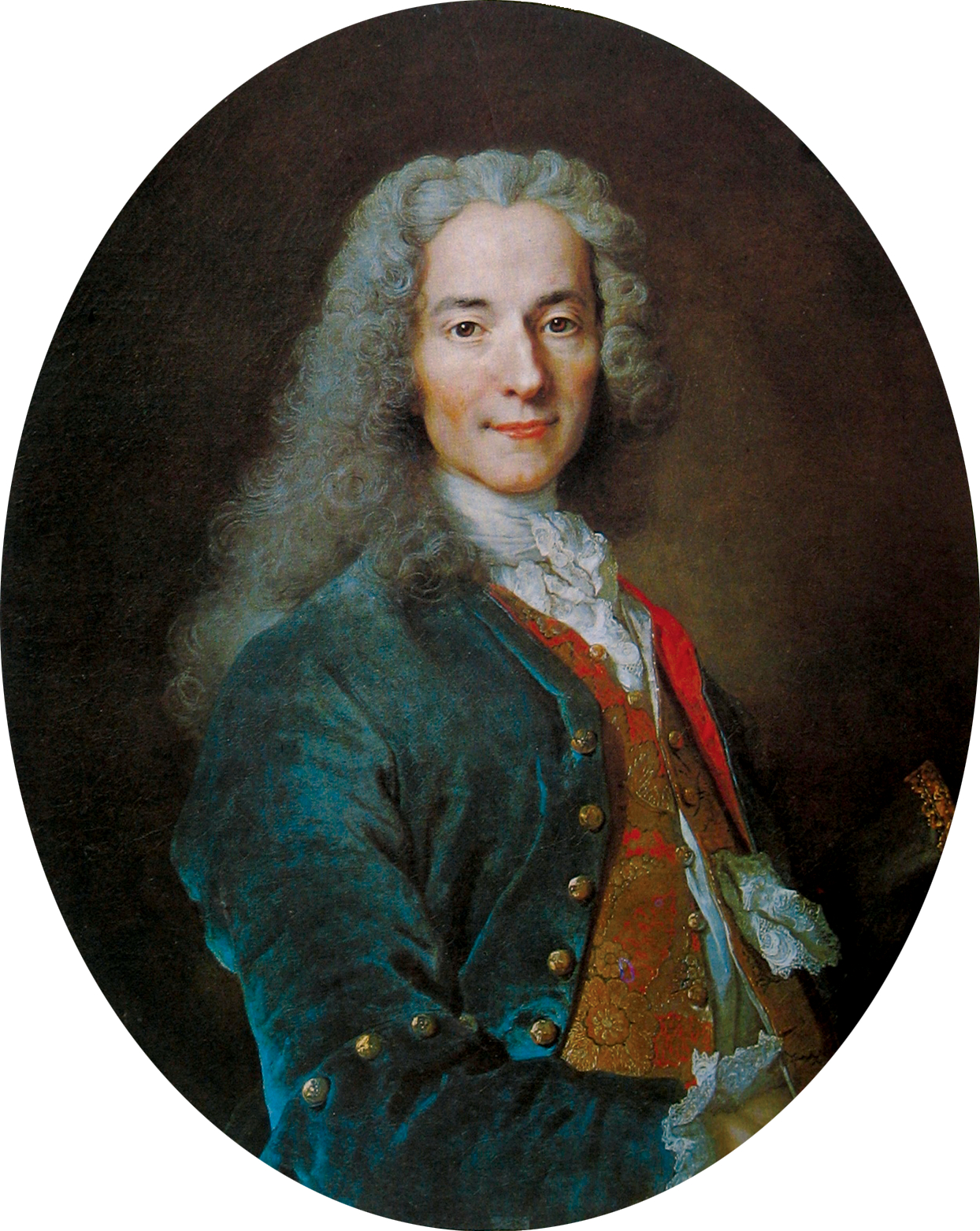

1. انگلستان
  1. مردم
  2. فرمانروایان
  3. دین و فلسفه
  4. ادبیات و تئاتر
  5. هنر و موسیقی
2. فرانسه
  1. مردم و دولت
  2. اخلاق و آداب
  3. پرستش زیبایی
  4. بازی در اندیشه
  5. ولتر در فرانسه
3. اروپای میانه
  1. آلمان باخ
  2. فردریک کبیر و ماری ترز
  3. سوئیس و ولتر
4. پیشرفت دانش
  1. دانشوران
  2. پیشرفت علم
  3. پزشکی
5. حمله به مسیحیت
  1. ملحدان
  2. دیدرو و دائرةالمعارف
  3. دیدرو و پروتئوس
  4. پیکار گسترش می‌یابد
  5. ولتر و مسیحیت
  6. پیروزی فیلسوفان
  7. پایان سخن در بهشت

### جلد دهم: روسو و انقلاب (۱۹۶۷)

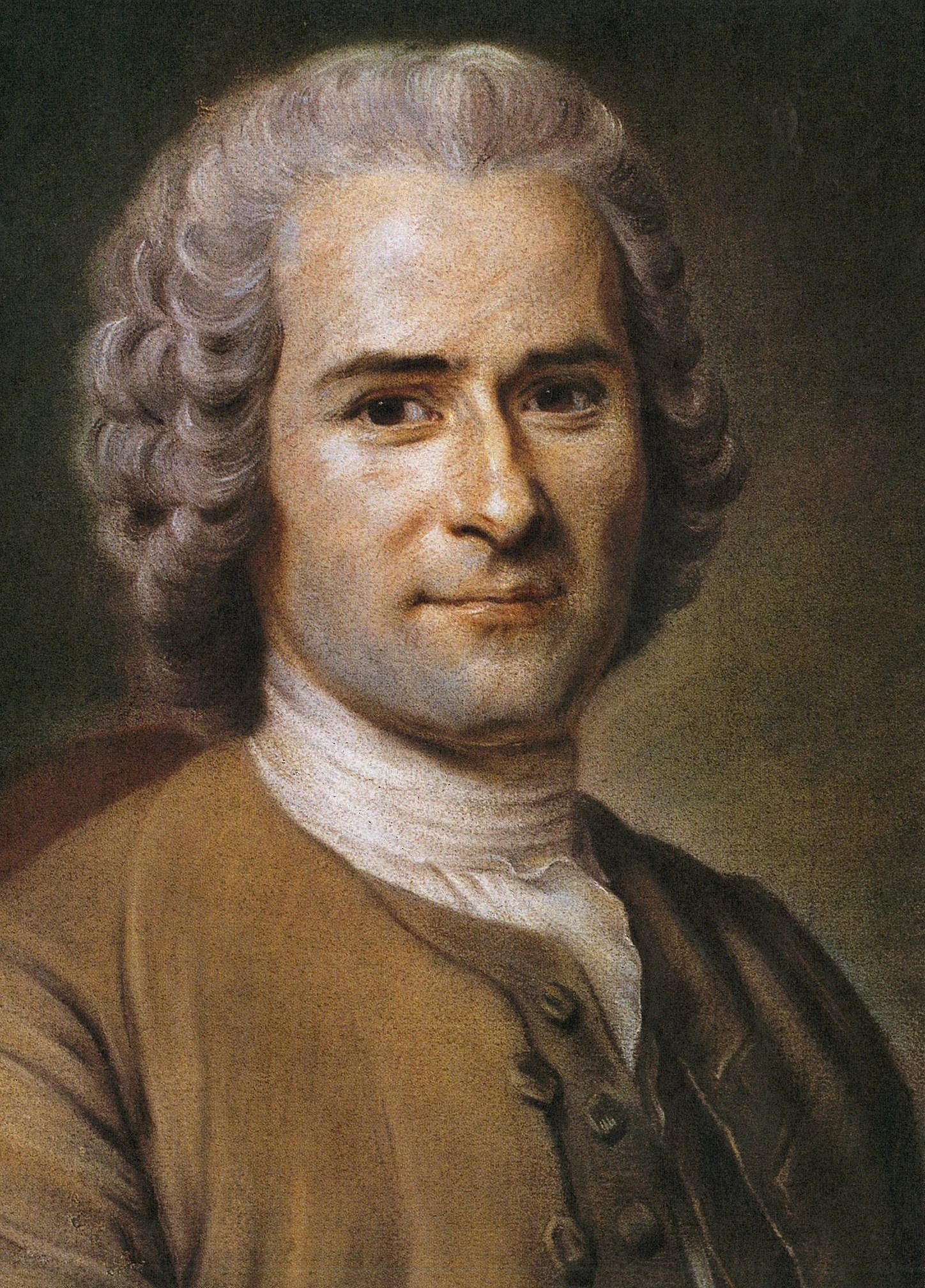

1. پیش‌درآمد
  1. روسو سرگردان
  2. جنگ هفت ساله
2. فرانسه قبل از طوفان
  1. حیات کشور
  2. هنر زندگی
  3. ولتر، زعیم زندگی
  4. روسو رمانتیک
  5. روسو فیلسوف
  6. روسو مطرود
3. جنوب کاتولیک
  1. ایتالیای سعادتمند
  2. پرتغال و پومپال
  3. اسپانیا و نهضت روشنگری
  4. خداحافظ ایتالیا
  5. نهضت روشنگری در اتریش
  6. اصلاح وضع موسیقی
  7. موتسارت
4. اسلام و شرق اسلاوی
  1. اسلام
  2. میان‌پردهٔ روسیه
  3. کاترین بزرگ
  4. تجاوز بر لهستان
5. شمال پروتستان
  1. آلمان عهد فردریک
  2. کانت
  3. راه‌های وایمار
  4. شگفتی وایمار
  5. گوته، پیر دیر
  6. یهودیان
  7. از ژنو تا استکهلم
6. انگلستان جانسن
  1. انقلاب صنعتی
  2. نمایشنامهٔ سیاسی
  3. مردم انگلستان
  4. عصر رنلدز
  5. همسایگان انگلستان
  6. صحنهٔ ادبی
  7. سمیوئل جانسن
7. سقوط فرانسهٔ فئودال
  1. شکوه آخرین
  2. مرگ و فیلسوفان
  3. در آستانه
  4. تجزیه و تحلیل انقلاب
  5. از هم پاشیدگی سیاسی
  6. آخرین پیام

### جلد یازدهم: عصر ناپلئون (۱۹۷۵)

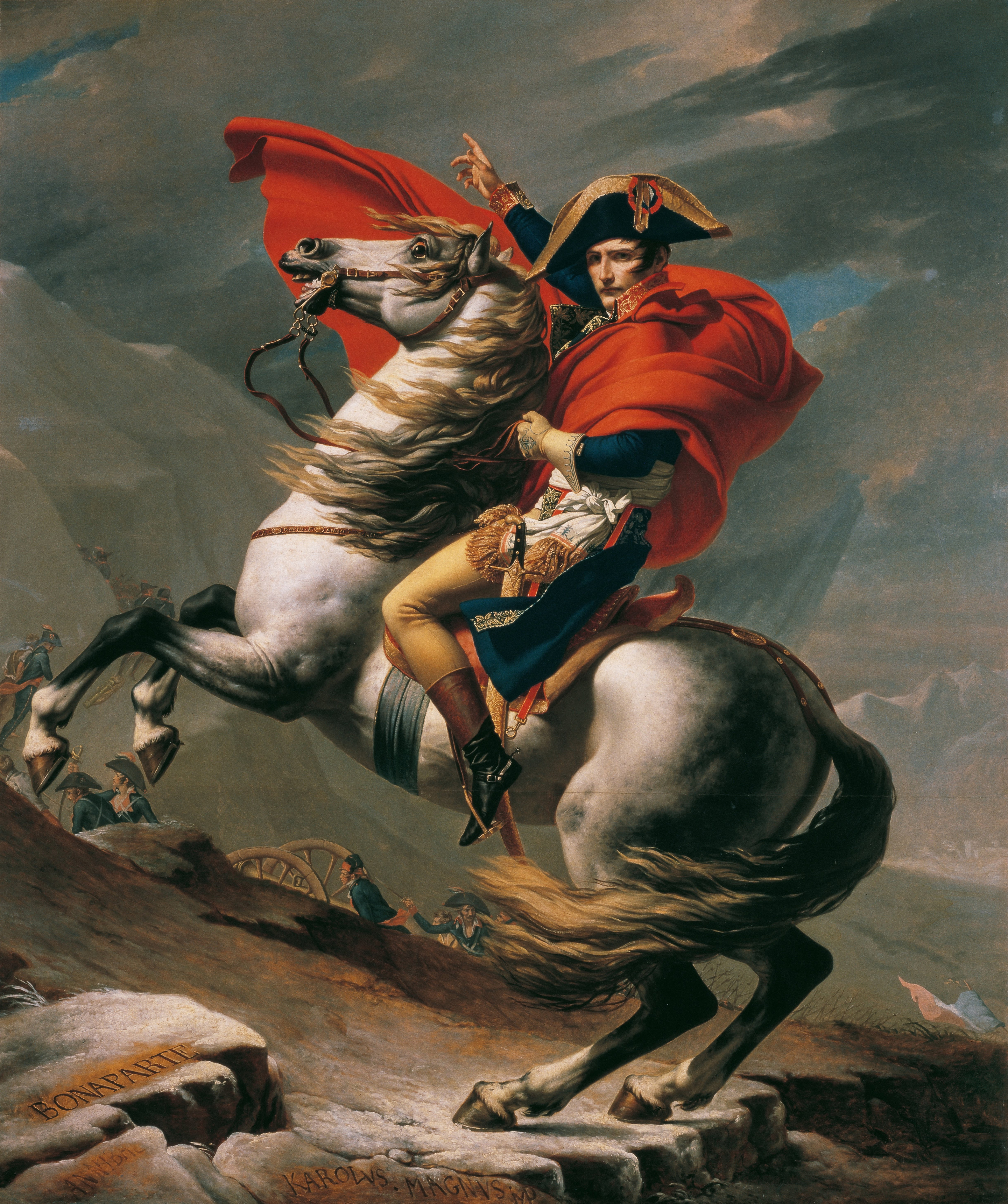

1. انقلاب فرانسه
  1. زمینهٔ انقلاب
  2. مجلس ملی
  3. مجلس مقنن
  4. کنوانسیون
  5. هیئت مدیره
  6. زندگی در دوران انقلاب
2. اعتلای ناپلئون
  1. دورهٔ کنسولی
  2. امپراتوری نوین
  3. قلمرو فانی
  4. شخص ناپلئون
  5. زندگی در عصر ناپلئون
  6. ناپلئون و هنر
  7. ادبیات ضدناپلئونی
  8. علم و فلسفه در زمان ناپلئون
3. بریتانیا
  1. انگلستان دست به کار می‌شود
  2. زندگی انگلسی
  3. هنر در انگلستان
  4. علوم در انگلستان
  5. فلسفه در انگلستان
  6. ادبیات در مرحلهٔ دگرگونی
  7. شاعران دریاچه
  8. شاعران عصیان‌گر
  9. همسایگان انگلستان
  10. پیت، نلسون و ناپلئون
4. پادشاهان در گیر و دار ستیز
  1. ایبری
  2. ایتالیا و فاتحانش
  3. اتریش
  4. بتهوون
  5. آلمان و ناپلئون
  6. مردم آلمان
  7. ادبیات آلمانی
  8. فلسفهٔ آلمانی
  9. در پیرامون منطقهٔ مرکزی
  10. روسیه
5. پایان
  1. به سوی مسکو
  2. به سوی آلب
  3. به سوی واترلو
  4. به سوی سنت هلن
  5. به سوی پایان
  6. بعدها

## بازخورد

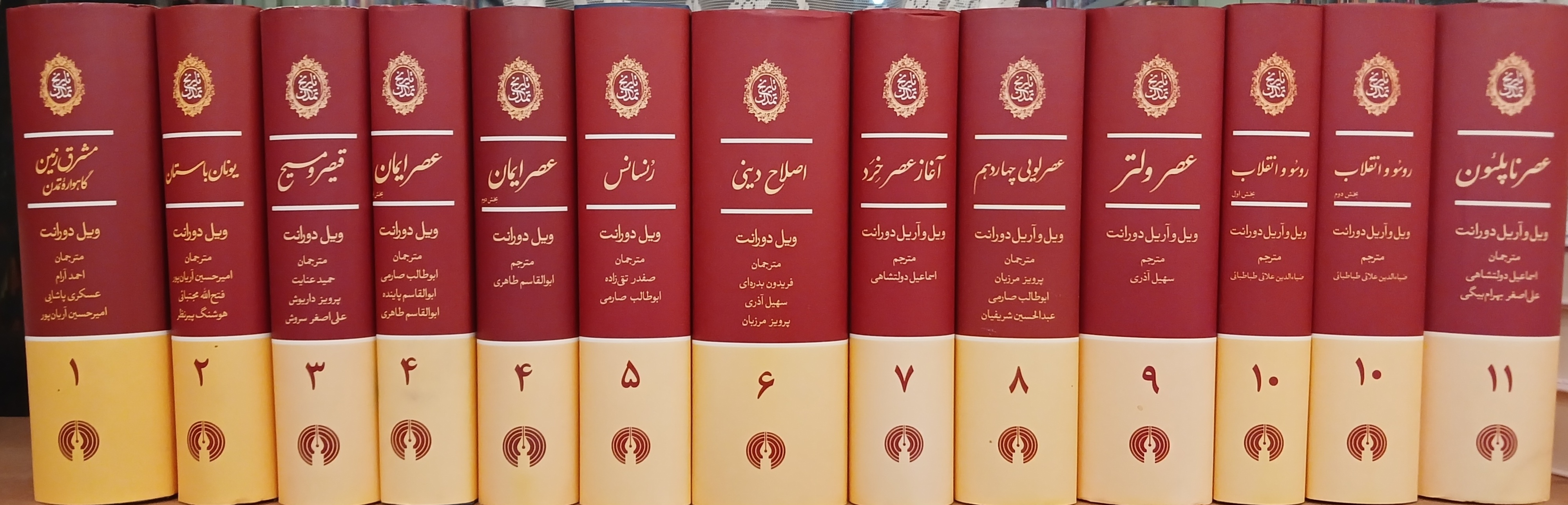
ترجمهٔ فارسیِ تاریخ تمدّن

مجموعهٔ تاریخ تمدن تا سال ۱۹۸۱ میلادی، بیش از ۲ میلیون نسخه در سراسر جهان فروخته بود و به ۹ زبان ترجمه شده بود. جلد دهم این کتاب یعنی روسو و انقلاب برندهٔ جایزه پولیتزر ۱۹۶۸ در بخش ادبیات غیرداستانی گشت.